# Gheorghe Ovseanicov
Gheorghii Ovseannicov (ur. 12 października 1985) – mołdawski piłkarz występujący na pozycji napastnika.